# Distretto di Mezőtúr
Il distretto di Mezőtúr (in ungherese Mezőtúri járás) è un distretto dell'Ungheria, situato nella provincia di Jász-Nagykun-Szolnok.